# Liberec
Liberec (pronunciado /ˈlɪbɛrɛt͡s/ⓘ; en alemán: Reichenberg, pronunciado /ˈʁaɪçn̩bɛʁk/) es una ciudad situada al norte de la República Checa, capital de la región de su nombre. Es la quinta ciudad en población en la República Checa, contando con 104 508 habitantes. A tan solo unos pocos kilómetros de Alemania y Polonia es un enclave en las comunicaciones por tren y carretera en esta zona.

## Historia
La primera referencia escrita que menciona Liberec data de 1352, Liberec no era más que un vado sobre la carretera comercial norte-sur, alto en el camino después del paso del pico del Jested. Se convierte en ciudad franca bajo el reinado del emperador Rodolfo II en 1577 que sin embargo lo cede después a Melchior von Redern. Los Redern, señores de Liberec, deben exiliarse a raíz de su derrota en la batalla de la Montaña Blanca.
En la década de 1930, esta ciudad predominantemente alemana se convirtió en el centro de la región de los Sudetes, y, tras los Acuerdos de Múnich, formó parte de la Alemania nazi.

## Clima
| Parámetros climáticos promedio de Liberec | Parámetros climáticos promedio de Liberec | Parámetros climáticos promedio de Liberec | Parámetros climáticos promedio de Liberec | Parámetros climáticos promedio de Liberec | Parámetros climáticos promedio de Liberec | Parámetros climáticos promedio de Liberec | Parámetros climáticos promedio de Liberec | Parámetros climáticos promedio de Liberec | Parámetros climáticos promedio de Liberec | Parámetros climáticos promedio de Liberec | Parámetros climáticos promedio de Liberec | Parámetros climáticos promedio de Liberec | Parámetros climáticos promedio de Liberec |
| Mes                                       | Ene.                                      | Feb.                                      | Mar.                                      | Abr.                                      | May.                                      | Jun.                                      | Jul.                                      | Ago.                                      | Sep.                                      | Oct.                                      | Nov.                                      | Dic.                                      | Anual                                     |
| ----------------------------------------- | ----------------------------------------- | ----------------------------------------- | ----------------------------------------- | ----------------------------------------- | ----------------------------------------- | ----------------------------------------- | ----------------------------------------- | ----------------------------------------- | ----------------------------------------- | ----------------------------------------- | ----------------------------------------- | ----------------------------------------- | ----------------------------------------- |
| Temp. máx. abs. (°C)                      | 14.3                                      | 17.1                                      | 21.4                                      | 27.3                                      | 30.2                                      | 34.4                                      | 36.2                                      | 35.9                                      | 31.6                                      | 25.4                                      | 19.1                                      | 13.2                                      | 36.2                                      |
| Temp. máx. media (°C)                     | 1.1                                       | 2.9                                       | 7.4                                       | 13.8                                      | 18.2                                      | 21.5                                      | 23.7                                      | 23.5                                      | 18.3                                      | 12.4                                      | 6.2                                       | 1.5                                       | 12.6                                      |
| Temp. media (°C)                          | -1.1                                      | -0.1                                      | 3.4                                       | 8.4                                       | 12.6                                      | 16.0                                      | 17.9                                      | 17.8                                      | 13.5                                      | 8.9                                       | 3.9                                       | 0.0                                       | 8.4                                       |
| Temp. mín. media (°C)                     | -3.1                                      | -2.9                                      | -0.4                                      | 3.1                                       | 7.2                                       | 10.5                                      | 12.3                                      | 12.2                                      | 8.8                                       | 5.5                                       | 1.9                                       | -1.8                                      | 4.4                                       |
| Temp. mín. abs. (°C)                      | -23.8                                     | -24.4                                     | -17.3                                     | -11.1                                     | -4.0                                      | -0.4                                      | 1.6                                       | 2.0                                       | -2.4                                      | -8.8                                      | -16.7                                     | -23.1                                     | -24.4                                     |
| Precipitación total (mm)                  | 65.0                                      | 57.2                                      | 64.8                                      | 41.4                                      | 75.3                                      | 89.3                                      | 99.1                                      | 95.9                                      | 71.2                                      | 59.2                                      | 58.6                                      | 66.5                                      | 843.5                                     |
| Días de precipitaciones (≥ 1 mm)          | 13.2                                      | 11.2                                      | 11.7                                      | 8.8                                       | 11.1                                      | 11.2                                      | 11.7                                      | 10.6                                      | 10.0                                      | 10.2                                      | 11.7                                      | 12.7                                      | 134.1                                     |
| Fuente: infoclimat.fr.                    |                                           |                                           |                                           |                                           |                                           |                                           |                                           |                                           |                                           |                                           |                                           |                                           |                                           |

## Monumentos y lugares de interés
- Jardín Botánico de Liberec.
- La línea de tranvía entre Liberec y Jablonec que conecta la ciudad con la vecina Jablonec nad Nisou.
- El Ayuntamiento (1893).
- El castillo de Count Clam Gallas, construido en el siglo XVII.
- La torre Ještěd (1968) sobre la montaña Ještěd, que se ha convertido en el símbolo de la ciudad. Actualmente es un hotel y restaurante.
- La Biblioteca Regional de Investigación (2000).
- Centrum Babylon Liberec, centro deportivo y turístico.

## Deporte
- HC Bílí Tygři Liberec es un club de hockey en Liberec.
- FC Slovan Liberec es el club de fútbol.